# Einar Naumann

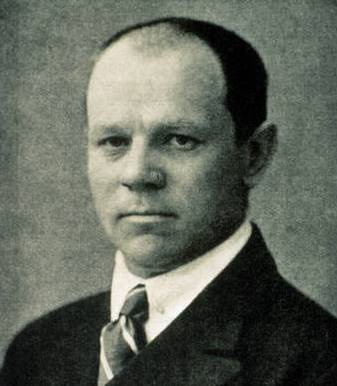
Einar Naumann

Einar Kristian Leonard Naumann (* 13. August 1891 in Hörby, Malmöhus län; † 22. September 1934 in Aneboda, Kronobergs län) war ein schwedischer Pionier der Limnologie in Lund. Sein offizielles botanisches Autorenkürzel lautet „Naumann“.

## Leben
Naumann war Sohn eines Arztes. Er studierte ab 1909 an der Universität Lund Biologie. Mit einer Doktorarbeit über Phytoplankton und pelagiale Regionen im Gyttja und Dy-Bildungen wurde er 1917 promoviert. In Lund war er Dozent für Botanik und Limnologie. Ab 1918 war er Assistent im Labor für Pflanzenphysiologie. Er arbeitete ab 1913 im Sommer als Biologe im Labor für Fischereibiologie der schwedischen Fischerei-Vereinigung in Aneboda in Småland, wo er 1927 ein Labor baute, das ab 1929 dem Limnologischen Institut in Lund unterstellt war. Ebenfalls 1929 wurde er Professor für Limnologie in Lund.
Von ihm stammen Seeklassifizierungen wie das Trophiesystem (oligo-, eu- und dystroph). Dabei arbeitete er eng mit Thiedemann zusammen, mit dem er die Klassifikation von Seen in den 1920er Jahren weiterentwickelte. Naumann wies als Erster verschiedene Phytoplankton-Lagen in saisonalen Seesedimentablagerungen nach. Er befasste sich mit Phytoplankton in Süßwasser, Algenzucht, Stoffhaushalt von Seen, chemisch-limnologischen Fragen und biologischen Arbeitstechniken wie Fotografie, mit Fischereibiologie (Fischerkrankungen) und Wasserqualität (Wassergewinnung und Abwasser).
Er befreundete sich mit August Thienemann, der an der Christian-Albrechts-Universität zu Kiel  Professor war. Mit ihm gründete er 1922 die International Society of Limnology. Zu Naumanns Ehren vergibt sie seit 1942 die Naumann-Medaille, die später zur Naumann-Thienemann-Medaille wurde. Thienemann war Präsident der Gesellschaft, Naumann Vizepräsident. 1932 wurde Naumann in die Deutsche Akademie der Naturforscher Leopoldina gewählt. Er wurde nur 43 Jahre alt.

## Schriften
- Beiträge zu Emil Abderhalden (Hrsg.): Handbuch der biologischen Arbeitsmethoden, Abteilung 9, Methoden zur Erforschung der Leistungen des tierischen Organismus, T 2. Methoden der Süsswasserbiologie. Berlin & Wien, ab 1923.
- Sötvattnets produktionsbiologi Några teor grundlinjer för en rationell vattenkultur, Förändrat omtr ur Skrifter utg af Södra Sveriges fiskeriförening s å. Lund 1918 (Produktionsbiologie des Süßwassers)
- Sötvattnets plankton. Några bilder ur den mikroskopiska växt- o djurvärlden i våra vattendrag. Vetenskap och bildning, Bd. 32, Stockholm 1924 (Süßwasser-Plankton, Bildatlas).
- Limnologische Terminologie. Urban & Schwarzenberg, Wien Berlin 1931.
- Grundzüge der regionalen Limnologie. E. Schweizerbart’sche Verlagsbuchhandlung 1932.
- Einführung in die Bodenkunde der Seen. E. Schweizerbart’sche Verlagsbuchhandlung 1930.
- Grundlinien der experimentellen Planktonforschung; Die Binnengewässer, Bd. 6, E. Schweizerbart’sche Verlagsbuchhandlung 1929.
- Die Bodenablagerungen der Seen. Verhandlungen der Internationalen Vereinigung für theoretische und angewandte Limnologie. Bd. 4, Rom 1929, S. 32–106.
- Untersuchungen über die Eisenorganismen Schwedens. Stockholm 1921.
- Über einige produktionsbiologische Fragestellungen der limnologischen Forschung. Fischerei-Zeitung, Jahrgang 25, 1922, S. 357–360, 368–371.